# The Wave (film, 2015)
Pour les articles homonymes, voir La Vague et The Wave.
Série
The Quake
(2018)
Pour plus de détails, voir Fiche technique et Distribution.
The Wave (Bølgen, littéralement « Vague ») est un film catastrophe norvégien réalisé par Roar Uthaug, sorti en 2015. Il s'inspire d'une histoire vraie sur un glissement de terrain provoquant un tsunami qui tua quarante personnes sur les rives du Tafjord et du Norddalsfjord en 1934.
Le film est sélectionné comme entrée norvégienne pour l'Oscar du meilleur film international à la 88e cérémonie des Oscars en 2016.

## Synopsis
Kristian Eikjord, géologue expérimenté à la Direction norvégienne des ressources en eau et de l'énergie (no), doit quitter l'équipe chargée de la surveillance de l'Åkerneset — massif montagneux dont l'effondrement créerait un mégatsunami menaçant la population du fjord dont celle de la ville touristique de Geiranger où travaille son épouse Idun Karlsen — afin de travailler pour l'industrie pétrolière. Le jour de son départ, une partie des capteurs détectent une anomalie avec la nappe phréatique avant de dysfonctionner. Décidé à retarder son départ malgré l'impatience de ses proches et les doutes de ses collègues, il constate que la catastrophe est immédiate. La montagne s'effondre et provoque un énorme tsunami dans le bras de mer qui borde la ville.

## Fiche technique
Sauf indication contraire, les informations mentionnées dans cette section peuvent être confirmées par la base de données cinématographiques IMDb,  présente dans la section « Liens externes ».
- Titre original : Bølgen
- Titre international : The Wave
- Réalisation : Roar Uthaug
- Scénario : John Kåre Raake et Harald Rosenløw Eeg
- Musique : Magnus Beite
- Direction artistique : Lina Nordqvist
- Décors : Astrid Strøm Astrup et Adrian Curelea
- Costumes : Karen Fabritius Gram
- Photographie : John Christian Rosenlund
- Son : Christian Schaanning
- Montage : Christian Siebenherz
- Production : Are Heidenstrøm et Martin Sundland
- Sociétés de production : Fantefilm ; Film Väst (coproduction)
- Sociétés de distribution : Nordisk Filmdistribusjon (Norvège) ; Panorama Films (France)
- Budget : 51 millions couronnes norvégiennes[3]
- Pays d'origine :  Norvège
- Langue originale : norvégien
- Format : couleur
- Genre : catastrophe
- Durée : 104 minutes
- Dates de sortie :
  - Norvège : 16 août 2015 (Festival international du film norvégien de Haugesund) ; 28 août 2015 (nationale)
  - France : 12 septembre 2015 (Les Arcs Film Festival) ; 27 juillet 2016 (nationale)
  - Suisse : 7 juillet 2016 (Festival international du film fantastique de Neuchâtel 2016)
- Classification : 
  - Norvège : Interdit aux mineurs de moins de 15 ans non accompagnés d’un adulte (en)[4]
  - États-Unis : R - Restricted[4]
  - France : Tous publics avec avertissement[5]

## Distribution
- Kristoffer Joner (VF : Bruno Choël ; VQ : Antoine Durand) : Kristian Eikjord, le géologue
- Thomas Bo Larsen (VQ : Benoît Rousseau) : Phillip
- Fridtjov Såheim (VF : Jean-Pierre Michaël ; VQ : Manuel Tadros) : Arvid Øvrebø
- Ane Dahl Torp (VF : Marine Tuja ; VQ : Valérie Gagné) : Idun Karlsen, la femme de Kristian
- Jonas Hoff Oftebro (VF : Benjamin Bollen ; VQ : Alexandre Bacon) : Sondre Eikjord, le fils
- Edith Haagenrud-Sande (VQ : Marine Guérin) : Julia Eikjord, la fille
- Arthur Berning (VQ : Adrien Bletton) : Jacob Vikra
- Laila Goody (VQ : Manon Leblanc) : Margot Valldal
- Lado Hadzic : le chauffeur de bus
- Eili Harboe (VF : Nadine Girard) : Vibeke
- Herman Bernhoft : Georg
- Mette Agnete Horn : Maria
- Silje Breivik : Anna
- Tom Larsen : l'homme au téléphone mobile
- Håkon Moe : Thomas
- Tyra Holmen : Teresa

Version française
- Studio de doublage : Mediadub international
- Direction artistique : Monika Lawinska
- Adaptation : Matthias Delobel

Source VF sur RS Doublage
Source VFQ sur Doublage.qc.ca

## Production

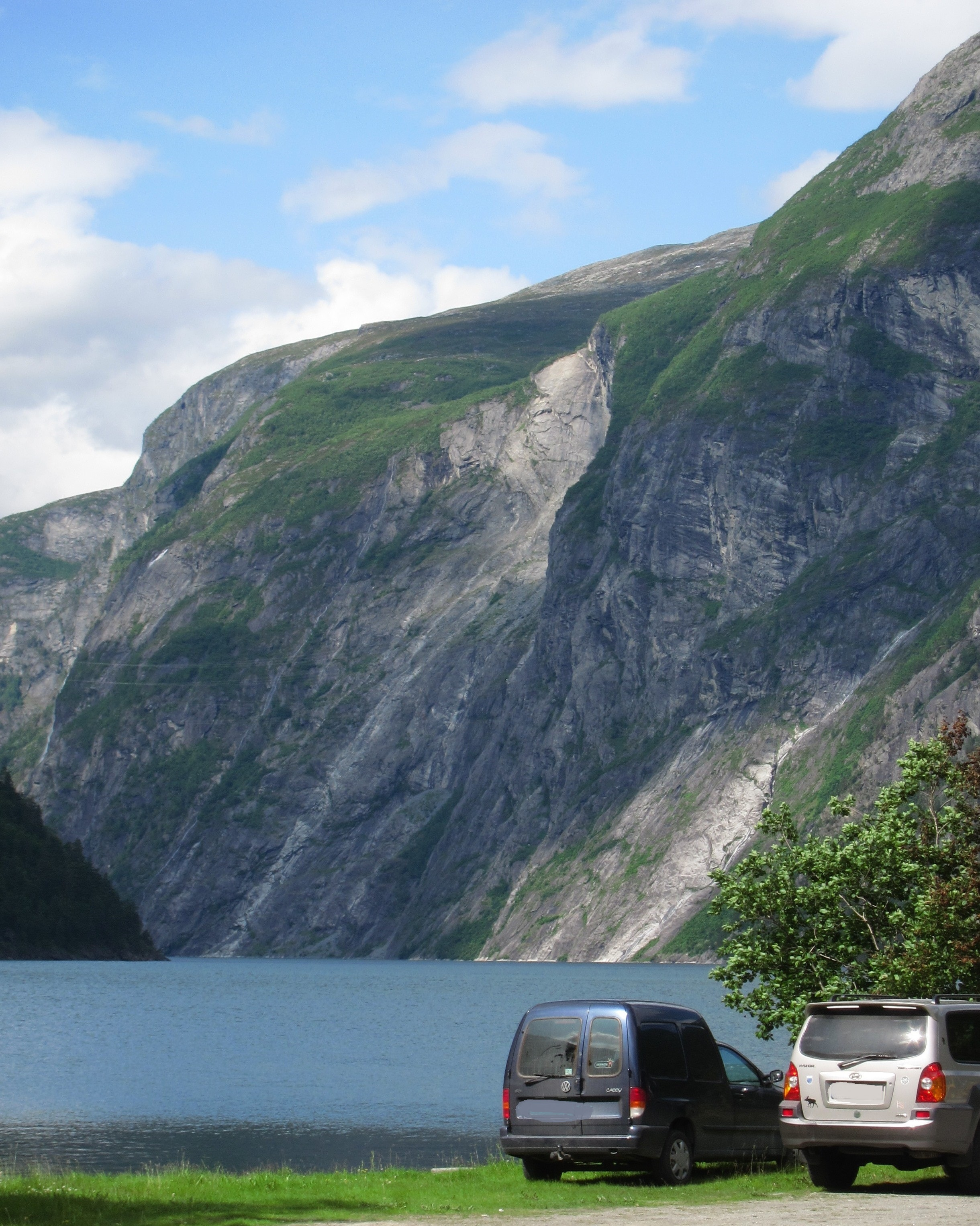
Dans l'enceinte de Tafjord, l'origine du glissement de terrain en 1934.

### Développement
Pour le besoin du scénario, John Kåre Raake et Harald Rosenløw Eeg s'inspirent du tsunami du Tafjord ayant eu lieu en pleine nuit le 7 avril 1934, où un glissement de terrain qui projeta environ 2 000 000 m3 de rochers d'une hauteur de 700 mètres dans le Tafjord, qui provoqua un tsunami et tua quarante personnes sur les rives du fjord ; les vagues générées mesuraient 62 m sur le site du glissement de terrain, 7 m à Sylte et 16 m à Tafjord. Il s'agit d'une des pires catastrophes naturelles du XXe siècle en Norvège.

## Accueil

### Sorties internationales
Le film est présenté en avant-première mondiale en Norvège, le 16 août 2015 au festival international du film norvégien de Haugesund avant sa sortie nationale à partir du 28 août 2015.
Quant à la France, après avoir été sélectionné et projeté aux Arcs Film Festival le 12 septembre 2015, il sort un an plus tard, le 27 juillet 2016.

### Box-office
En Norvège, en 2015, c'est le film le plus vu au cinéma avec 832 706 entrées.

## Distinctions

### Récompenses
- Kosmorama, 2016 :
  - Meilleur montage pour Christian Siebenherz
  - Meilleure production pour Martin Sundland et Are Heidenstrom
  - Meilleur acteur dans un second rôle pour Kristoffer Joner

### Nominations
- Academy of Science Fiction, Fantasy and Horror Films 2016 : Saturn Award du meilleur film international
- Kosmorama, Festival du film international de Trondheim 2016 :
  - Meilleure photographie pour John Christian Rosenlund
  - Meilleure musique pour Magnus Beite
  - Meilleur son pour Christian Schaanning